# Commission de surveillance et de contrôle des publications destinées à l'enfance et à l'adolescence
La Commission de surveillance et de contrôle des publications destinées à l'enfance et à l'adolescence a été créée en France le 16 juillet 1949 par la loi 49-956. Elle a pour mission de contrôler les publications françaises et étrangères. La commission peut sanctionner les éditeurs ou même empêcher l'importation d'une publication étrangère.

## Historique
La commission est créée par la loi 49-956 du 16 juillet 1949. Elle s'installe au Ministère de la Justice en 1950. Elle a comme but premier de protéger les enfants et les adolescents des « illustrés gangster ».
En pratique, seul un éditeur a été condamné (à un mois de prison et 500 francs d'amende) au titre de l'article 2 (contrôle des publications jeunesse françaises) : Pierre Mouchot en 1961, éditeur de Big Bill le casseur (le roi des cow-boys).
La commission a en revanche procédé à l'interdiction d'un certain nombre de publications. Ainsi, la première revue des éditions Lug, Fantask, consacrée aux super-héros tels ceux créés par Stan Lee et Jack Kirby dans les Quatre fantastiques et Surfer d'argent, fut interdite à compter du #7. Idem pour Wampus, chez le même éditeur et toujours en 1969. Si les personnages de Marvel purent repartir assez rapidement dans Strange et Marvel dès 1970, il n'en fut pas de même pour Wampus qui ne verra sa septième aventure publiée qu'en 1983 et ne décollera jamais vraiment.
De même, au titre de l'article 13 de la loi, la Commission a été à l'origine du refus d'importation de plusieurs albums belges de bande dessinée. Par exemple :
- Ciel de Corée et Avions sans pilotes (tous deux de Buck Danny en 1954), l'action se déroulant pendant la Guerre de Corée ;
- Le Piège diabolique d'Edgar P. Jacobs (1962) ;
- Billy the Kid, album de Lucky Luke de Morris et Goscinny fut également retoqué car on y voyait le bandit encore enfant sucer un revolver[3],[4];
- la réédition de La Griffe Noire et la sortie des Légions perdues d'Alix eurent également des problèmes en 1965 car on y voyait des allusions à la guerre d'Algérie alors toute proche ;
- Le Roi Dollar de Berck et Cauvin de la série Sammy en 1977, l'action montrant des policiers corrompus (à Chicago, dans les années 1930).

On pourrait aussi parler de L'Épervier Bleu, ou de Gil Jourdan, à cause des policiers ridicules qu'on y trouve, ou même du Marsupilami, pour lequel Franquin reçut un avertissement, car son personnage était jugé absurde.
La Commission peut également proposer différents types d'interdiction de publication, en déclarant qu'un ouvrage est « pour adultes », avec l'article 14. Ainsi :
- Barbarella de Jean-Claude Forest (1964) ;
- Jodelle de Guy Peellaert et Pierre Bartier (1966) ;
- Epoxy de Jean Van Hamme et Paul Cuvelier (1968) ;
- Elvifrance, maison célèbre pour diffuser des bandes italiennes érotiques pour les militaires, connut 776 interdictions durant son existence[6].

La Commission demeure toujours active. Ainsi, dans les années 2000, l'album Ma circoncision (2004) vaut à son auteur Riad Sattouf et à son éditeur une convocation à la police après un signalement défavorable de la Commission. Elle souhaite, lorsque l'ouvrage sera paru, une interdiction aux mineurs et des poursuites pour racisme envers les Syriens. A la réunion suivante, la Commission prend connaissance de critiques élogieuses (France Inter, Libération) qui apprécient le livre de Sattouf comme une œuvre clairement antiraciste  et en recommandent la lecture aux jeunes. La présidente souligne cette divergence de point de vue.
Cette contrainte représente un risque qui amène nombre d'éditeurs à s'autocensurer.
Les interdictions à la vente aux mineurs n'ont cependant concerné en 2010 et 2011 que des revues à fortes connotations sexuelles.

## Rôle
Jusqu'en 2011, les publications destinées à la jeunesse ne devaient pas montrer sous un jour favorable « le banditisme, le mensonge, le vol, la paresse, la lâcheté, la haine, la débauche ou tous actes qualifiés crimes ou délits ou de nature à démoraliser l'enfance ou la jeunesse, ou à inspirer ou entretenir des préjugés ethniques. Ces publications ne doivent pas non plus comporter de publicité, d'annonce pour des publications de nature à démoraliser l'enfance ou la jeunesse ».
En 2011, la loi a été modifiée comme suit : les publications destinées à la jeunesse « ne doivent comporter aucun contenu présentant un danger pour la jeunesse en raison de son caractère pornographique ou lorsqu'il est susceptible d'inciter à la discrimination ou à la haine contre une personne déterminée ou un groupe de personnes, aux atteintes à la dignité humaine, à l'usage, à la détention ou au trafic de stupéfiants ou de substances psychotropes, à la violence ou à tous actes qualifiés de crimes ou de délits ou de nature à nuire à l'épanouissement physique, mental ou moral de l'enfance ou la jeunesse. Elles ne doivent comporter aucune publicité ou annonce pour des publications de nature à démoraliser l'enfance ou la jeunesse. »

## Composition
La commission est composée de trente membres nommés pour trois ans par le Garde des Sceaux. Ils viennent de différents milieux (ministères, maisons d'édition pour la jeunesse, enseignement, organisations pour la jeunesse, dessinateurs ou encore associations familiales).